# ماسیمو پالانکا
ماسیمو پالانکا (انگلیسی: Massimo Palanca؛ زادهٔ ۲۱ اوت ۱۹۵۳) بازیکن فوتبال اهل ایتالیا است.
از باشگاه‌هایی که در آن بازی کرده‌است می‌توان به باشگاه فوتبال کومو، باشگاه فوتبال ناپولی، و باشگاه فوتبال فروزینونه اشاره کرد.